# Ifconfig

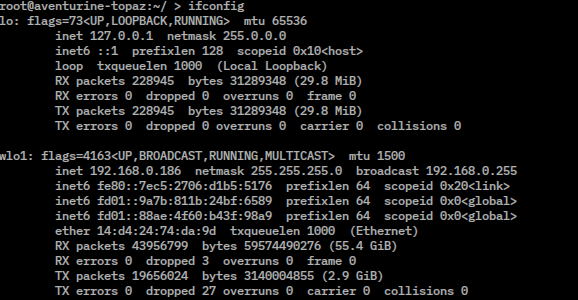
Captura de pantalla del programa 'ifconfig', incluido con las herramientas de red

ifconfig («configuración de interfaz») es un programa disponible en varias versiones del sistema operativo UNIX, que permite configurar o desplegar numerosos parámetros de las interfaces de red residentes en el núcleo, como la dirección IP (dinámica o estática), o la máscara de red. Si se llama sin argumentos suele mostrar la configuración vigente de las interfaces de red activas, con detalles como la dirección MAC o el tráfico que ha circulado por las mismas hasta el momento. Las interfaces de red en Linux se suelen denominar eth (eth0, eth1, etc.).

## Funcionamiento
El programa ifconfig acepta muchos parámetros. Generalmente se llama en la forma:
```
ifconfig
 interfaz 
[dirección [parámetros] ]
```

Donde «interfaz» es el nombre de la interfaz y «dirección» es la dirección IP que se asigna a dicha interfaz. La «dirección» puede estar en forma de cuaterna o usando un nombre que ifconfig buscará en /etc/hosts.
Si ifconfig se ejecuta añadiendo únicamente el nombre de la interfaz, presentará la información de la configuración de dicha interfaz. Si se ejecuta sin parámetros, presenta todas las interfaces configuradas hasta el momento; usando la opción –a fuerza a ifconfig a incluir la información de las interfaces inactivas. A modo de ejemplo, la consulta de la configuración de la interfaz Ethernet eth0 sería: # ifconfig eth0
```
   eth0      Link encap 10Mbps Ethernet  HWaddr 00:00:C0:90:B3:42
             inet addr 172.16.1.2 Bcast 172.16.1.255 Mask 255.255.255.0
             UP BROADCAST RUNNING  MTU 1500  Metric 0
             RX packets 3136 errors 217 dropped 7 overrun 26
             TX packets 1752 errors 25 dropped 0 overrun 0
```

Los campos MTU y Metric informan sobre los valores actuales de la MTU («unidad máxima de transferencia) y de la métrica para una interfaz dada. El valor de la métrica es usado tradicionalmente por algunos sistemas operativos para calcular el coste de una ruta. GNU/Linux no usa este valor por el momento, pero lo define por razones de compatibilidad.
Las líneas RX y TX dan idea de los paquetes recibidos o transmitidos sin errores, del número de errores ocurridos, de cuántos paquetes han sido descartados (seguramente por memoria insuficiente), y cuántos han sido perdidos por desbordamiento, condición que ocurre cuando la recepción de paquetes es demasiado rápida y el núcleo es incapaz de dar servicio al paquete anterior antes de la llegada del nuevo paquete. Los nombres de los campos que genera ifconfig coinciden más o menos con los parámetros con los que se puede ejecutar; estos parámetros son explicados más abajo.

## Parámetros
A continuación se muestra una lista de los parámetros reconocidos por ifconfig. Las opciones que simplemente activan alguna característica pueden usarse para desactivarla.

### up
Marca la interfaz como disponible para que sea usada por la capa IP. Esta opción va implícita cuando lo que se da en la línea de órdenes es una dirección. También permite reactivar una interfaz que se ha desactivado temporalmente mediante la opción down.
Esta opción corresponde a los indicadores UP y RUNNING.
ip : 46.6.184.82

### down
Marca la interfaz como inaccesible a la capa IP. Esto inhabilita cualquier tráfico IP a través de la interfaz. Es importante darse cuenta de que esto también borra los registros de la tabla de encaminamiento correspondientes a esa interfaz de forma automática.

### netmask(máscara)
Esto asigna una máscara de subred a una interfaz. Se puede dar como un valor de 32 bits en hexadecimal precedido del prefijo 0x, o en notación de cuaterna usando números decimales separados por puntos. Aunque la notación en forma de cuaterna es más común, la representación hexadecimal es muchas veces más fácil de usar. Las máscaras de red son esencialmente binarias, y es más fácil hacer una conversión binario a hexadecimal que una binario a decimal.

### pointopoint(dirección)
Esta opción se usa para enlaces IP punto-a-punto en los que intervienen únicamente dos máquinas. Esta opción es necesaria para, por ejemplo, configurar las interfaces SLIP o PLIP. Si se ha definido una dirección punto a punto, ifconfig muestra el indicador POINTOPOINT.

### broadcast(dirección)
La dirección de difusión se obtiene, generalmente, usando la parte de red de la dirección y activando todos los bits de la parte correspondiente a la máquina. Algunas implementaciones de los protocolos IP, esta opción proporciona un método para adaptarse a esos entornos más raros. ifconfig confirma el establecimiento de una dirección de difusión incluyendo el indicador BROADCAST.

### irq
Esta opción permite establecer la línea de IRQ usado por ciertos dispositivos. Esto es especialmente útil para PLIP, pero también puede ser de utilidad para algunas tarjetas Ethernet.

### metric(número)
Esta opción puede ser usada para asignar un valor de métrica a la tabla de encaminamiento creada para la interfaz. Esta métrica es usada por el Protocolo de Información de Encaminamiento (RIP) para construir las tablas de encaminamiento para la red.[1] El valor usado por omisión por ifconfig es cero. Si no está ejecutando un demonio RIP, no necesita usar esta opción para nada; si por el contrario lo usa, sólo tendrá que modificar este valor en contadas ocasiones.

### mtu(bytes)
Esto fija la unidad máxima de transferencia, o lo que es lo mismo, el máximo número de octetos que la interfaz es capaz de manejar en una única transacción. Para Ethernets, la MTU toma el valor 1500 por omisión (que es el tamaño máximo permitido para un paquete Ethernet); para interfaces tipo SLIP, el valor por defecto es 296. No hay tamaño límite para el MTU en enlaces SLIP, pero este valor es una buena garantía.

### arp
Esta opción es específica de redes de difusión como las Ethernet o las de radio-paquetes. Permite el uso de ARP, el Protocolo de Resolución de Direcciones, para detectar la dirección física de las máquinas conectadas a la red. Para redes de difusión, esta opción es habilitada por omisión. Si ARP está desactivado, ifconfig muestra el indicador NOARP.
-arp inhabilita el uso de ARP para esta interfaz.

### promisc
Pone la interfaz en modo promiscuo. En una red de difusión, esto hace que la interfaz reciba todos los paquetes, independientemente de si eran para ella o no. Esto permite el análisis del tráfico de red utilizando utilidades como filtros de paquetes, también llamado fisgoneo de Ethernet. Se trata de una buena técnica para localizar problemas de red que de otra forma resultan difíciles de detectar. Herramientas como tcpdump se basan en esto.
Por otro lado, esta opción permite a los atacantes hacer cosas feas, como filtrar el tráfico de su red en busca de contraseñas. Usted puede protegerse contra este tipo de ataques simplemente prohibiendo que nadie conecte un ordenador en la red. También puede usar protocolos de autentificación segura, como Kerberos o ss (secure shell). Esta opción corresponde al indicador PROMISC.
–promisc desactiva el modo promiscuo.

### allmulti
Las direcciones de envío múltiple (multicast) son como las direcciones de difusión de Ethernet, excepto que en lugar de incluir automáticamente a todo el mundo, los únicos que reciben paquetes enviados a una dirección de envío múltiple son aquellos programados para escucharla. Esto es útil para aplicaciones como videoconferencia basada en Ethernet o audio para red, en los que sólo los interesados pueden escuchar. Las direcciones de envío múltiple están soportadas por casi todas las controladoras Ethernet (pero no todas). Cuando esta opción está activa, la interfaz recibe y envía paquetes de envío múltiple para su proceso. Esta opción corresponde al indicador ALLMUTI.
–allmulti deshabilitar el modo allmulti.